# Bahnhof Lhasa

Der Bahnhof Lhasa (chinesisch 拉薩站, Pinyin Lāsà zhàn) ist ein Bahnhof in Lhasa, der Hauptstadt des Autonomen Gebiets Tibet der Volksrepublik China. Er ist der größte Bahnhof und Endpunkt der aus Xining kommenden Lhasa-Bahn und der aus Chengdu kommenden Sichuan-Tibet-Bahn.

## Lage
Der Bahnhof befindet sich im modernen Neubaugebiet der Stadt, rund einen Kilometer vom Südufer des Lhasa He und drei Kilometer von der Nationalstraße G 318 entfernt. In unmittelbarer Nähe befindet sich der Lhasa Liuwu Busbahnhof.
Ein zweiter Bahnhof in der Stadt, der Bahnhof Lhasa-West, liegt rund 19 Kilometer entfernt und wird nur für den Güterverkehr genutzt.

## Geschichte
Das Gebäude wurde am 20. Juni 2006 fertiggestellt. Wie bei den meisten Bauten in China üblich, wurde damit die geplante Bauzeit eingehalten. Die offizielle Einweihung und Inbetriebnahme erfolgte am 1. Juli 2006.

## Architektur

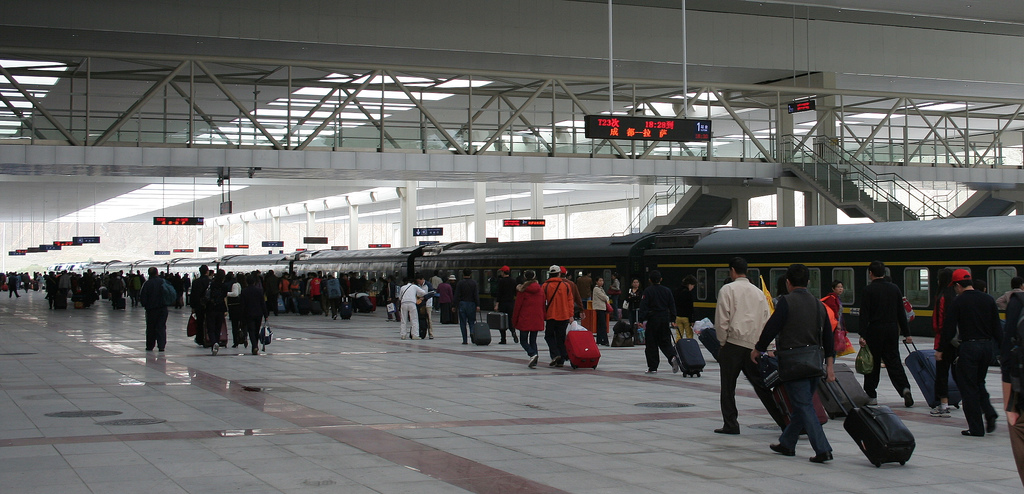
Bahnsteig des Bahnhofs Lhasa (2006)

Das Bauwerk hat eine Gesamtfläche von 23.600 m². Bei der Konzeption wurden möglichst kurze, direkte Wege geplant, nicht zuletzt um zusätzliche Belastungen der ankommenden und möglicherweise an Sauerstoffmangel oder einer beginnenden Höhenkrankheit leidenden Reisenden zu mindern. Daher verfügt der zweigeschossige Bahnhof auch über eine Vielzahl von größeren Fahrstühlen. Im Gebäude befinden sich vier Warteräume: je einen für Passagiere der 1. Klasse (soft seat) und der 2. Klasse (hard seat) sowie eine moderne Lounge und einen im tibetischen Stil gehaltenen V.I.P.-Warteraum. Darüber hinaus gibt es einen betreuten Schlaf-Warteraum.
Die Architektur des Gebäudes versucht tibetische Traditionen mit modernen Elementen zu verbinden. Dabei werden regionale Besonderheiten in den Vordergrund gerückt. So orientiert sich die äußere Gestaltung des Bahnhofs bewusst (zumindest teilweise) an der des Potala-Palastes.  Dies gilt hinsichtlich der zinnoberroten und weißen Farbtöne der Fassade, der abgeschrägten Außenwände, der Gesimse  sowie der langgezogenen Fensterreihen.
Der Bahnhof weist eine Länge von 340 m und eine Breite von 60 m auf und verfügt über zehn Gleise. Davon sind sieben an vier breite Bahnsteige gebunden. Zwei Gleise, die ausschließlich für die Güterverladung vorgesehen sind, liegen außerhalb des Gebäudes; ein Gleis dient als Durchfahrtgleis zum Rangieren der Diesellokomotiven. Die LED-Bahnsteiganzeigen zeigen die Informationen sowohl in chinesischer als auch in tibetischer Schrift an. Auf dem Dach befinden sich Thermische Solaranlagen zur Beheizung des Gebäudes.